# Aminat Jamal
Aminat Yusuf Jamal (arabisch أمينات يوسف جمال, DMG Amīnāt Yūsuf Ǧamāl; * 27. Juni 1997) ist eine bahrainische Hürdenläuferin nigerianischer Herkunft, die seit 2015 für Bahrain startberechtigt ist.

## Sportliche Laufbahn
Erste internationale Erfahrungen sammelte Aminat Jamal bei den Arabischen Meisterschaften 2015 in Manama, bei denen sie in 57,27 s die Bronzemedaille im 400-Meter-Lauf gewann. Ende Oktober belegte sie bei den Militärweltspielen im südkoreanischen Mungyeong im 400-Meter-Hürdenlauf in 58,20 s den vierten Platz. 2016 nahm sie mit der bahrainischen 4-mal-400-Meter-Staffel an den Hallenasienmeisterschaften in Doha teil und siegte dort mit neuem Asienrekord von 3:35,07 min vor Iran und Jordanien. Bei den Arabischen Juniorenmeisterschaften in Tlemcen siegte sie sowohl über 100- als auch über 400 Meter Hürden und qualifizierte sich damit für die U20-Weltmeisterschaften in Bydgoszcz, bei denen sie in 58,23 s Sechste im Hürdenlauf wurde und mit der Staffel im Vorlauf disqualifiziert. 2017 gewann sie bei den Islamic Solidarity Games in Baku die Bronzemedaille über 400 m Hürden sowie Gold mit der Staffel. Sie qualifizierte sich auch für die Weltmeisterschaften in London, bei denen sie mit 57,41 s im Vorlauf ausschied. Im Jahr darauf nahm sie erstmals an den Asienspielen in Jakarta teil und gewann dort in 55,65 s die Bronzemedaille. Zudem sicherte sie sich auch mit der bahrainischen Stafette die Silbermedaille und musste sich dabei nur der indischen Mannschaft geschlagen geben. 2019 wurde ihrer Landsfrau Adekoya die Goldmedaille aberkannt und Jamal wurde die Silbermedaille zugesprochen. Anfang September belegte sie beim Leichtathletik-Continentalcup in Ostrava in 55,65 s Rang fünf.
2019 siegte sie in 57,05 s bei den Arabischen Meisterschaften in Kairo über 400 Meter Hürden und gewann im 100-Meter-Hürdenlauf in 14,66 s die Silbermedaille. Anschließend siegte sie bei den Asienmeisterschaften in Doha mit der Frauenstaffel als auch mit der Mixed-Staffel und gewann in 56,36 s die Silbermedaille im Hürdenlauf hinter der Vietnamesin Quách Thị Lan. Bei den Weltmeisterschaften in ebendort im Oktober gelangte sie im Hürdenlauf bis in das Halbfinale, in dem sie mit 55,54 s ausschied. Zudem gewann sie in der Mixed-Staffel hinter den Vereinigten Staaten und Jamaika in neuem Asienrekord von 3:11,82 min die Bronzemedaille. Anschließend siegte sie bei den Militärweltspielen in Wuhan in neuem Meisterschaftsrekord von 55,12 s und belegte mit der Frauenstaffel in 3:38,24 min den vierten Platz. 2021 qualifizierte sie sich über die Weltrangliste für die Olympischen Sommerspiele in Tokio und schied dort mit Saisonbestleistung von 55,90 s in der ersten Runde aus. Im Jahr darauf schied sie bei den Weltmeisterschaften in Eugene mit 56,78 s in der Vorrunde aus und anschließend gewann sie bei den Islamic Solidarity Games in Konya in 56,41 s die Silbermedaille hinter der Marokkanerin Noura Ennadi. Zudem siegte sie in 3:33,65 min in der 4-mal-400-Meter-Staffel und sicherte sich in der 4-mal-100-Meter-Staffel in 44,11 s die Silbermedaille hinter dem gambischen Team.
2023 siegte sie in 13,56 s über 100 m Hürden bei den Panarabischen Spielen in Algier und gewann über 400 m Hürden in 55,51 s die Bronzemedaille hinter der Bahrainerin Kemi Adekoya und der Marokkanerin Noura Ennadi. Zudem gewann sie mit der 4-mal-400-Meter-Staffel in 3:37,73 min die Silbermedaille hinter dem marokkanischen Team. Ende September schied sie bei den Asienspielen in Hangzhou mit 13,44 s im Vorlauf über 100 m Hürden aus und belegte in 56,84 s den vierten Platz über 400 m Hürden.

## Persönliche Bestzeiten
- 400 Meter: 53,69 s, 27. März 2021 in Miramar
- 100 m Hürden: 13,68 s (+1,6 m/s), 16. Mai 2022 in Kuwait
- 400 m Hürden: 55,12 s, 24. Oktober 2019 in Wuhan